# Guiniforte Barzizza
Guiniforte Barzizza (Pavia, 1406 – Milano, 1463) è stato un umanista italiano.

## Biografia
Figlio del più noto Gasparino, studiò e si laureò a Pavia dove insegnò filosofia morale.
Fu prima al servizio di Alfonso d'Aragona e poi, in qualità di vicario generale, di Filippo Maria Visconti, il quale lo invitò a commentare l'Inferno dantesco. Francesco Sforza gli affidò l'educazione del figlio Galeazzo Maria.
Studioso di Terenzio, Cicerone e Seneca, scrisse epistole e orazioni in latino, di notevole interesse storico e stilistico, e un commento, perduto, al Canzoniere petrarchesco.
Pietro Thouar ha scritto un racconto ispirandosi a Guiniforte Barzizza.

## Opere
- Gasparini Barzizii Bergomatis et Guiniforti filii Opera quorum pleraque ex mss. codicibus nunc primum in lucem eruta recensuit, ac edidit Joseph Alexander Furiettus Bergomas utriusque signaturæ referendarius, abbas SS. Simonis, & Judæ Bergomi, nec non B. Mariæ, omniumque sanctorum de Galgario perpetuus commendatarius, 2 voll., Romæ, apud Jo. Mariam Salvioni Typographum Vaticanum, 1723.
- Lo Inferno della Commedia di Dante Alighieri col comento di Guiniforto delli Bargigi tratto da due manoscritti inediti del secolo decimo quinto con introduzione e note dell'avv. G. Zacheroni, Firenze, Molini, 1838.
- Lettera di Guiniforte Barzizza maestro di Galeazzo Maria Sforza alla duchessa Bianca Maria Sforza : 12 agosto 1457 pubblicata per cura di Domenico Orano, Roma, Forzani e C., 1900.
- Gasparini et Guiniforti Barzizii Opera, Bologna, Forni, 1969.
- Una disputa umanistica de amore : Guiniforte Barzizza e Giovanni Pontano da Bergamo, a cura di Claudia Corfiati, Messina, Centro interdipartimentale di studi umanistici, 2004.